# Pterophorus mongolicus
Pterophorus mongolicus is een vlinder uit de familie vedermotten (Pterophoridae). De wetenschappelijke naam van de soort is voor het eerst geldig gepubliceerd in 1972 door Zagulajev & Pentschukovskaja.